# Jack Thurin
Jack Erik Panos Thurin, född den 9 juni 1999, är en svensk handbollsspelare som spelar för Aalborg Håndbold. Thurin spelar som högernia och är vänsterhänt.

## Klubbkarriär
Jack Thurin har spelat i IFK Skövde hela sin karriär. Han tillhör talangerna inom svensk handboll.  Säsongen 2021/2022 blev han uttagen i Handbollsligans All-Star Team som bästa högernia.
2022 började han spela för FC Porto. Med Porto blev han Portugisisk mästare 2023.
Sedan 2023 har han kontrakt med Aalborg Håndbold. Han var med och blev Dansk mästare 2024, och samma säsong tog de silver i EHF Champions League.

## Landslagskarriär
Jack Thurin har spelat i de svenska ungdomslandslagen.
I mars 2019 blev Thurin uttagen till A-landslaget. I debuten mot Norge blev han tremålsskytt. I april 2019 blev han sedan uttagen till U-21 VM i Spanien. Före EM 2020 spelade han några träningslandskamper mot Egypten, och han fick mästerskapsdebutera i EM 2020 efter att Sverige drabbats av några spelarskador. Han var med som reserv vid VM 2021.